# 伊奈忠治
伊奈 忠治（いな ただはる）は、江戸時代初期の代官頭。

## 略歴
武蔵小室藩主・伊奈忠次の次男。通称は半十郎。勘定方を勤めていたが、父の没後、跡を継いでいた兄・忠政が元和4年（1618年）に34歳で没した。しかし嫡男・忠勝が8歳の幼少であったため、家督は忠勝が、関東代官職は27歳の忠治が継ぐこととなった。関東代官となる前から幕府に勘定方として出仕しており、武蔵国赤山（現在の埼玉県川口市赤山）に既に七千石で赤山城を拝領していたため、兄の配下だった代官の多くが忠治の家臣となったという。
忠治は父、兄の仕事を引き継いで関八州の治水工事、新田開発、河川改修を行い、荒川開削、江戸川開削に携わった。江戸初期における利根川東遷事業の多くが忠治の業績であり、鬼怒川と小貝川の分流工事や下総国、常陸国一帯の堤防工事などを担当した。なお、この業績を称えて忠治を祀った伊奈神社が、福岡堰（現在の茨城県つくばみらい市北山）の北東、つくばみらい市福岡にある。また、合併してつくばみらい市となった旧筑波郡伊奈町の町名は忠治に由来する。父の忠次も埼玉県北足立郡伊奈町の町名の由来となっており、親子2代で地名の由来となった珍しい例である。
なお、忠勝は翌年に9歳で病没し、小室藩は無嫡廃絶となるが、名跡としての伊奈氏は忠政次男の忠隆が継いでおり、忠治は傍系であった。「関東郡代」という職名の正式な設置は寛政4年（1792年）であり、当初の関東郡代は忠治からの代々に自称されたものとみなされている（「郡代を参照）。
大正4年（1915年）、従五位を追贈された。
川口市のイイナパーク川口（赤山歴史自然公園）とJR川口駅東口のキュポ・ラ1階 にブロンズ像が建立されている。

## 忠治の業績
- 吉見領囲堤 - 元和年間（1615年〜1624年）：武蔵国吉見領（現在の埼玉県比企郡吉見町）
- 中山道移設・大宮宿の形成 - 寛永5年（1628年）：氷川参道西側に街道を付け替えて宿や家を街道沿いに移転させ、現在に至る大宮の町の基を創る。
- 荒川瀬替え - 寛永6年（1629年）：武蔵国久下〜川島（現在の埼玉県熊谷市〜比企郡川島町）
- 見沼溜井、八丁堤 - 寛永6年（1629年）
- 鬼怒川・小貝川分流 - 寛永6年（1629年）〜寛永7年（1630年）
- 新綾瀬川開削 -  寛永7年（1630年）：武蔵国内匠新田〜小菅（現在の東京都足立区）
- 江戸川開削 - 寛永12年（1635年）：下総国関宿〜金杉（現在の千葉県野田市〜埼玉県北葛飾郡松伏町）
- 佐伯渠 -  寛永12年（1635年）
- 北河原用水 - 正保元年（1644年）：武蔵国北河原（現在の埼玉県行田市）

## その他
- 一部小説では玉川上水工事の2度の失敗の責任を取り切腹したことになっているが、切腹はフィクションである。